# Mon fils à moi
Mon fils à moi è un film del 2006 diretto da Martial Fougeron.

## Riconoscimenti
- Festival Internazionale del Cinema di San Sebastián
  - Concha de Oro